# (3192) A'Hearn
(3192) A'Hearn (1982 BY1) – planetoida z pasa głównego asteroid okrążająca Słońce w ciągu 3,67 lat w średniej odległości 2,38 au. Odkryta 30 stycznia 1982 roku.